# Badaraiana
Badaraiana (em sânscrito: बादरायण, Bādarāyaṇa) era um filósofo indiano, que se pensa que tenha vivido em algum ponto entre 500 a.C. e 200 d.C.. Sua obra Bramasutra é datada entre 500 a.C. e 450 d.C.. O Bramasutra de Badaraiana, também chamados de Vedantasutra, foi compilado em sua forma atual por volta de 400-450, mas "a grande parte do sutra deve ter existido muito antes disso". Por ter sido ele o suposto criador do Bramasutra, é tido também como fundador da escola Vedanta.